# Говардовский, Виктор Исаевич
Виктор Исаевич Говардовский (1939 —  26 июня 2020) — учёный-физиолог, доктор биологических наук, лауреат премии имени Л. А. Орбели (2010).

## Биография
Родился в 1939 году в Краснодаре и там же с золотой медалью окончил школу.
В 1962 году окончил с отличием Ленинградский электротехнический институт (ЛЭТИ) по специальности электронные приборы. Затем был направлен по распределению в Институт эволюционной физиологии и биохимии имени И. М. Сеченова, в лабораторию эволюционной морфологии (руководитель — профессор Я. А. Винников).
В 1967 году защитил кандидатскую диссертацию, тема: «Сравнительное электронно-микроскопическое исследование строения и развития фоторецепторов».
В дальнейшем освоил специальность «Гистология и эмбриология», далеко не последнюю специальность, освоение которой ему потребовалось при подготовке и проведении экспериментов по изучению влияния невесомости на структуру и развитие вестибулярного аппарата, которые выполнялись на биологических спутниках Земли, космических кораблях «Союз» и орбитальных станциях «Салют» в 60-80-е годы. Его научные интересы постепенно смещались к исследованию физиологических и молекулярных механизмов работы отдельных рецепторов и их систем. На черноморских скатах проводилось изучение механизмов электрорецепции. Ряд позвоночных от миноги до птиц был использован для сравнительного изучения систем цветового зрения. При помощи электрофизиологических методов, иммуноцитохимии и микроспектрофотометрии исследовались функциональные свойства фоторецепторов и зрительных пигментов у многих видов животных. Для этих целей им был построен уникальный прибор — скоростной поляризационный микроспектрофотометр, и разработан метод, позволяющий изучать зрительные циклы в одиночных интактных палочках и колбочках сетчатки, который и в настоящее время применяют в ведущих лабораториях мира.
В 1978 году по специальности «Физиология человека и животных» им была защищена докторская диссертация, тема: «Электрические и оптические свойства фоторецепторов позвоночных» — монографическая работа, важная для понимания основных закономерностей функциональной эволюции зрительной системы. В ней вскрыты фундаментальные принципы строения фоторецепторных клеток сетчатки и отбора зрительных пигментов в соответствии со световой средой обитания; показано, что собственный шум зрительного пигмента может быть важным фактором, который ограничивает чувствительность зрения и контролирует выбор типа пигмента; полно охарактеризованы системы цветового зрения у многих эволюционно важных групп позвоночных, как например, у круглоротых, осетровых, ящериц и змей; при этом в ряде сетчаток, в том числе у ночных животных, описаны впервые обнаруженные необычные для позвоночных «ультрафиолетовые» фоторецепторы.
В 80-90-х годах работал за границей как приглашенный профессор и стипендиат организации Research to Prevent Blindness, принимал участие в исследованиях процессов обмена ионов и воды между сетчаткой и пигментным эпителием глаза, проводимых в Медицинском центре Университета Калифорнии в Сан-Франциско в лаборатории профессора Р. Стейнберга. Темой работ было выяснение мехнанизмов регуляции объёма и состава внеклеточного пространства с целью разработки возможностей медикаментозной коррекции при отслойке сетчатки. В Университете Хельсинки, также как приглашенный профессор, он изучал свойства зрительных пигментов позвоночных. Относительно длительные командировки сочетались с краткосрочными визитами в Корнеллский Университет и Университет Калифорнии в Дэвисе (США), а также в Медицинский Университет им. Земмельвейса (Будапешт). С американскими и венгерскими коллегами Виктору Говардовскому удалось охарактеризовать фоторецепторы и зрительные пигменты у неизученных ранее в этом отношении групп животных (черепах, дневных гекконов, змей). Совместные работы проводились с лабораторией В. Ю. Аршавского в Гарвардском университете (Бостон, США). В процессе изучения физиологических и биохимических механизмов работы фоторецепторов был обнаружен новый механизм световой адаптации, основанный на светозависимом транспорте белков каскада фототрансдукции между частями рецепторной клетки. Работа финансировалась как непосредственно Гарвардским университетом, так и Американским Фондом Гражданских Исследований и Развития (СЮЭР), полученные средства Говардовский направлял на поддержание исследований руководимой им группы в ИЭФБ РАН.
С 2000 года заведовал лабораторией эволюции органов чувств ИЭФБ РАН.
Автор более 200 публикаций в российских и зарубежных изданиях. Получатель грантов Международного научного фонда (ISF) и Американского фонда гражданских исследований и развития (CRDF), РФФИ и целевой программы ОБН РАН.
Под его руководством было защищено восемь кандидатских и одна докторская диссертация.
Читал курсы лекций по морфологии и физиологии органов чувств в Санкт-Петербургском государственном университете и Санкт-Петербургском государственном техническом университете. С его участием в СПбГТУ издано учебное пособие по биофизике органов чувств.
Член редколлегии журналов: «Acta Physiologica Scandinavica», «Журнала эволюционной физиологии и биохимии» и журнала «Сенсорные системы».
Избран иностранным членом Научного общества Финляндии (Societas Scientiarum Fennicae), награждён медалью этого общества.

## Награды
- Премия имени Л. А. Орбели (2010) — за цикл работ по морфофункциональной эволюции зрительной рецепции
- медаль Научного общества Финляндии (Societas Scientiarum Fennicae)